# Salzburški dvorec
V Vetrinjski ulici 16 leži Salzburški dvorec. Do leta 2006 so tam imeli društvo inženirjev in tehnikov. Sedaj je v dvorcu podjetje Equaleyes Solutions / Drugi Vid d.o.o.. Zgradil ga je Johann Georg sredi 14. stoletja. Fasado je dobil okoli 1725. V dvorcu je imela salzburška nadškofija upravo do začetka 18. stoletja. Ima tudi pomembno vlogo v zgodovini, saj so se v 18. in 19. stoletju zbirali predstavniki Maribora. Je najlepši baročni dvorec v Mariboru. V letu 1601 je dvorec doživel velik požar.  Od leta 1834 do leta 1864 je bil meščanski kazino. Od leta 1826 do 1941. ga je imel v lasti šentpavelski samostan, zato je poznan tudi kot Vetrinjski dvor. Leta 1967 so ga malo porušili, saj so potrebovali materiale za blagovnice Merkur. Slikarije so bile uničene, a v pritličju se je ohranil del štukatur. Zraven pa so se ohranile tudi figuralni prizori iz Svetega pisma. 